# Kvarntjärnen (Indals socken, Medelpad)
Kvarntjärnen är en sjö i Sundsvalls kommun i Medelpad och ingår i Selångersåns huvudavrinningsområde. Sjön har en area på 0,0596 kvadratkilometer och ligger 248,4 meter över havet. Kvarntjärnen ligger i Övre Sulån Natura 2000-område. Sjön avvattnas av vattendraget Sulån.

## Delavrinningsområde
Kvarntjärnen ingår i det delavrinningsområde (694203-155300) som SMHI kallar för Ovan 694081-155380. Medelhöjden är 270 meter över havet och ytan är 6,49 kvadratkilometer. Det finns ett avrinningsområde uppströms, och räknas det in blir den ackumulerade arean 14,17 kvadratkilometer. Sulån som avvattnar avrinningsområdet har biflödesordning 2, vilket innebär att vattnet flödar genom totalt 2 vattendrag innan det når havet efter 43 kilometer. Avrinningsområdet består mestadels av skog (82 procent). Avrinningsområdet har 0,07 kvadratkilometer vattenytor vilket ger det en sjöprocent på 1 procent.